# آلبرت جانسون (بازیکن فوتبال، زاده ۱۸۷۹)
آلبرت جانسون (انگلیسی: Albert Johnson; ۳۰ نوامبر ۱۸۷۹ – نامشخص) بازیکن فوتبال اهل کانادا بود.
وی به‌همراه باشگاه فوتبال گالت به قهرمانی بازی‌های المپیک تابستانی ۱۹۰۴ دست پیدا کرده‌است.